# 德国国营铁路230型电力机车
德国国营铁路230型电力机车（德語：DR-Baureihe 230，自1992年起改称180型）是原德国国营铁路及现德国铁路使用的一款双电压制式电力机车，主要用于往来于德国、波兰及捷克之间的跨境运输。捷克斯洛伐克国家铁路也采购了与此大致相同机车，并定型为372型。由于自身的捷克血统，机车在德国获得了“丸子压榨机”（Knödelpresse）或“玛尼卡”（Mánička，捷克的一个木偶戏人物）的昵称，而由于其固有的低效率，机车也被谑称为“易北河谷的暖气机”（Elbtalheizung）。

## 历史

### 开发
在1970年代中期，德国国营铁路对传统的高污染线路易北河谷铁路的德累斯顿－舍纳区间进行了与德国现行供电制式相同、有效功率为15千伏16⅔赫兹交流电的电气化改造。然而，捷克斯洛伐克国家铁路在捷克斯洛伐克北部的电气化线路常用的供电制式却是3,000伏直流电。因此舍纳与杰钦之间的非电化间隙只得暂时用柴油机车进行桥接，然而随着路线的重要性日益增加，这种状态不能维持太久。
最明智的解决方案是由双方铁路运营商联合采购一款双电压制式机车，并可以在两国铁路系统中运行。于是问题的焦点便集中在民主德国方面唯一的电力机车制造商黑尼格斯多夫电力机车厂和捷克方面的制造商斯柯达公司身上。由于前者在这一时期正忙于生产243型电力机车及出口订单，因此双电压制式230型机车的开发合同便授予了斯柯达。机车是基于捷克斯洛伐克国铁ES499.1型电力机车进行开发，并根据以往的纯直流及纯交流电机车获得经验。车辆交流电组件的核心部分由民主德国提供，因为斯柯达几乎没有15千伏供电系统的经验。1988年，两台原型车分别交付至双方铁路运营商，它们是德国国营铁路的230 001号机车和捷克斯洛伐克国家铁路372 001号机车。在它们进行了广泛的测试程序后，自1991年起有19台后续的机车交付至德国国营铁路以及有14台交付至捷克斯洛伐克国家铁路使用。

### 运用
除了从一开始就用于计划中的德累斯顿-布拉格铁路外，德国方面的机车也自1992年起被用于由柏林至波兰热平之间的服务。往来于德国及捷克之间的机车则不仅担当高品质的长途列车，同时也用作牵引货运列车。两家铁路运营商的机车都如此使用，行驶里程也都大致相同，因此并不需要支付额外的跨境补偿金。就结算目的而言，捷克方面的372型机车在德国铁路内部被定型为100型（即外国铁路公司电力机车型号）。

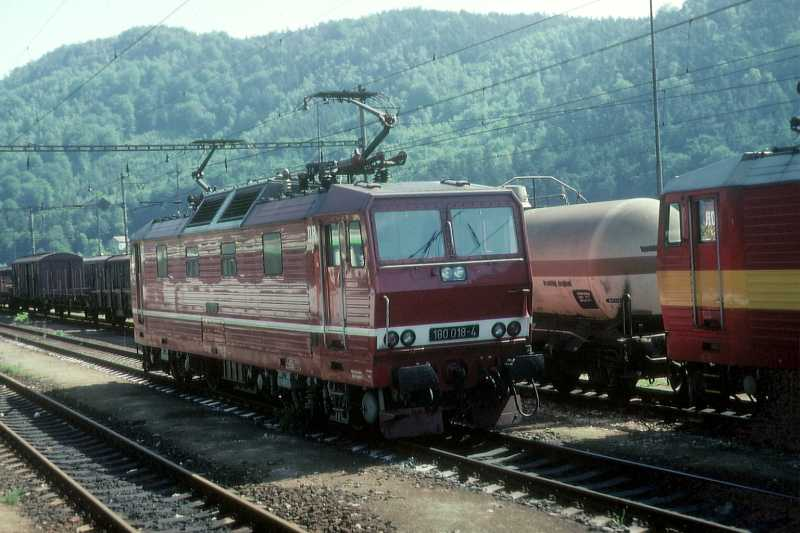
180 018号机车于巴特尚道（1993年）
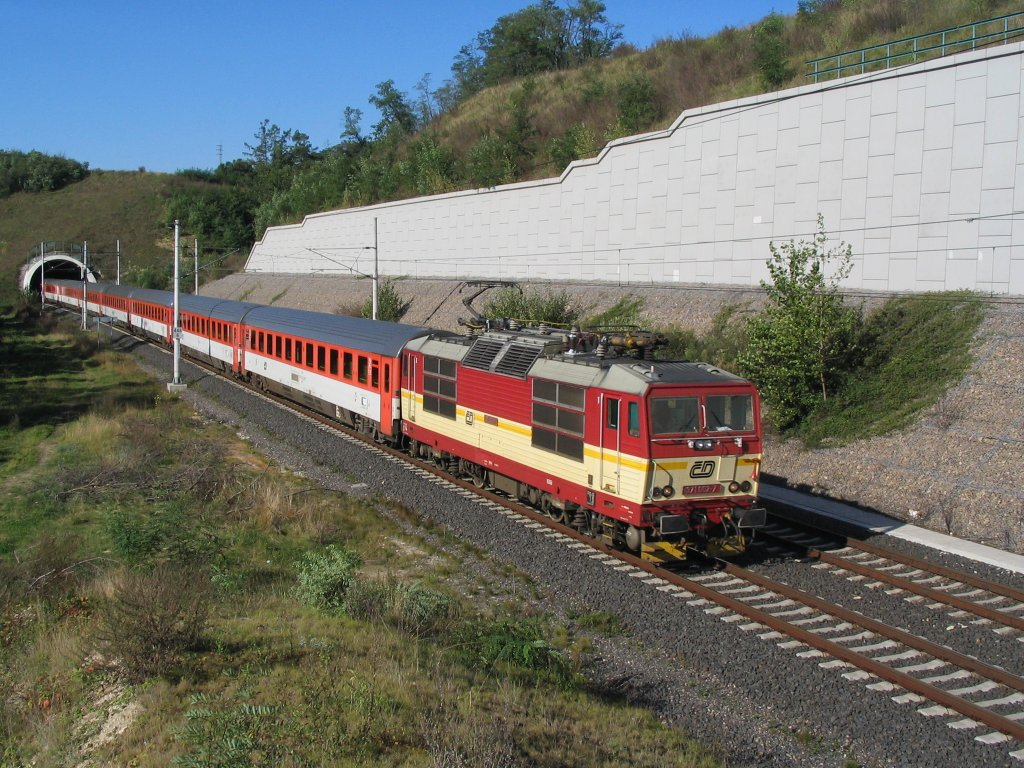
371 002号机车牵引欧城列车
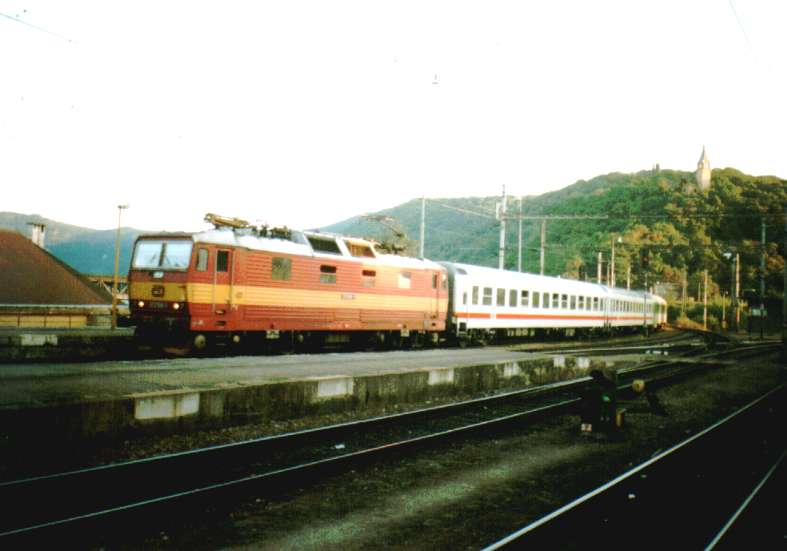
372型机车的原始涂装
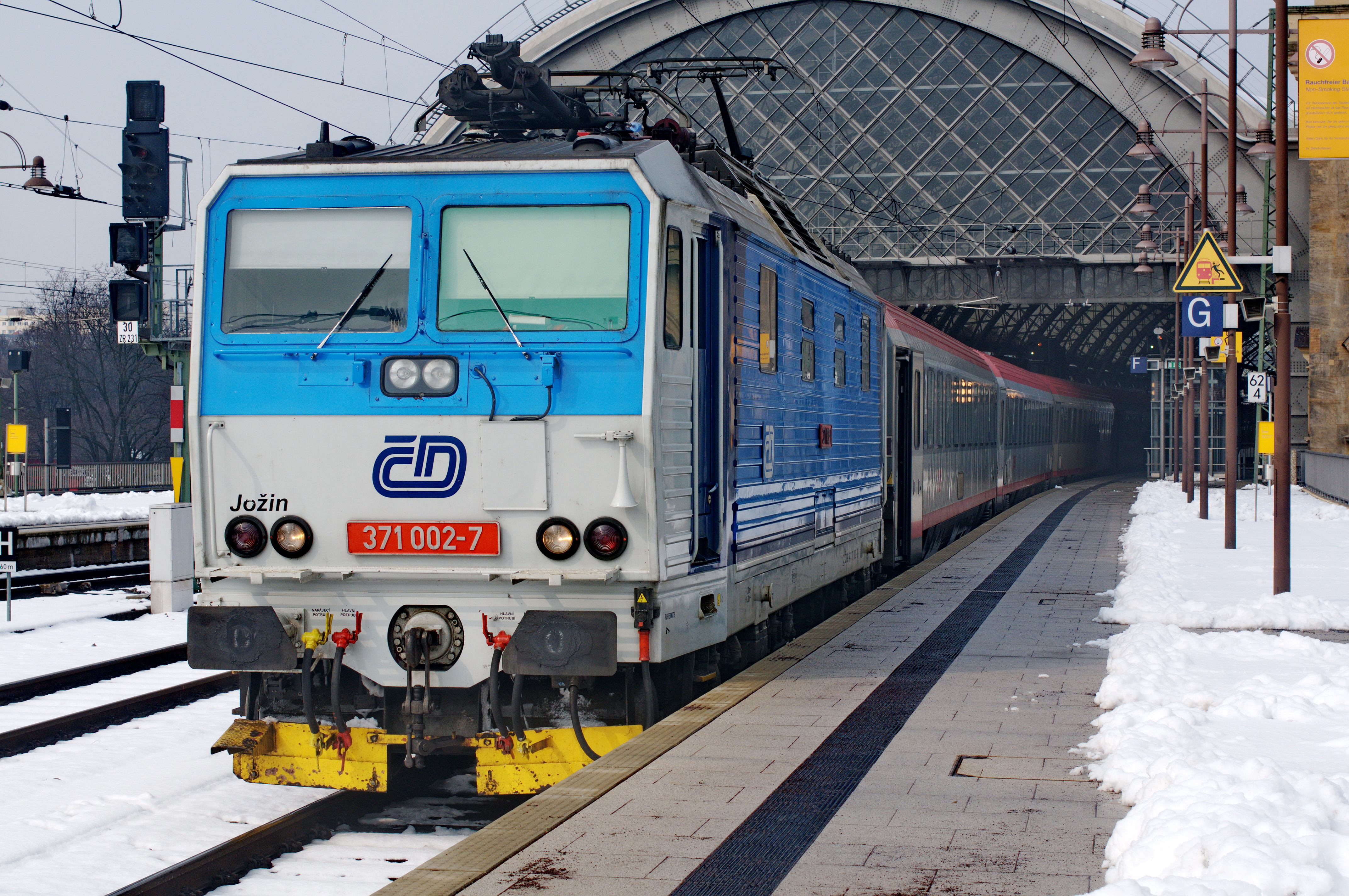
371 002-7号机车牵引欧城列车于德累斯顿
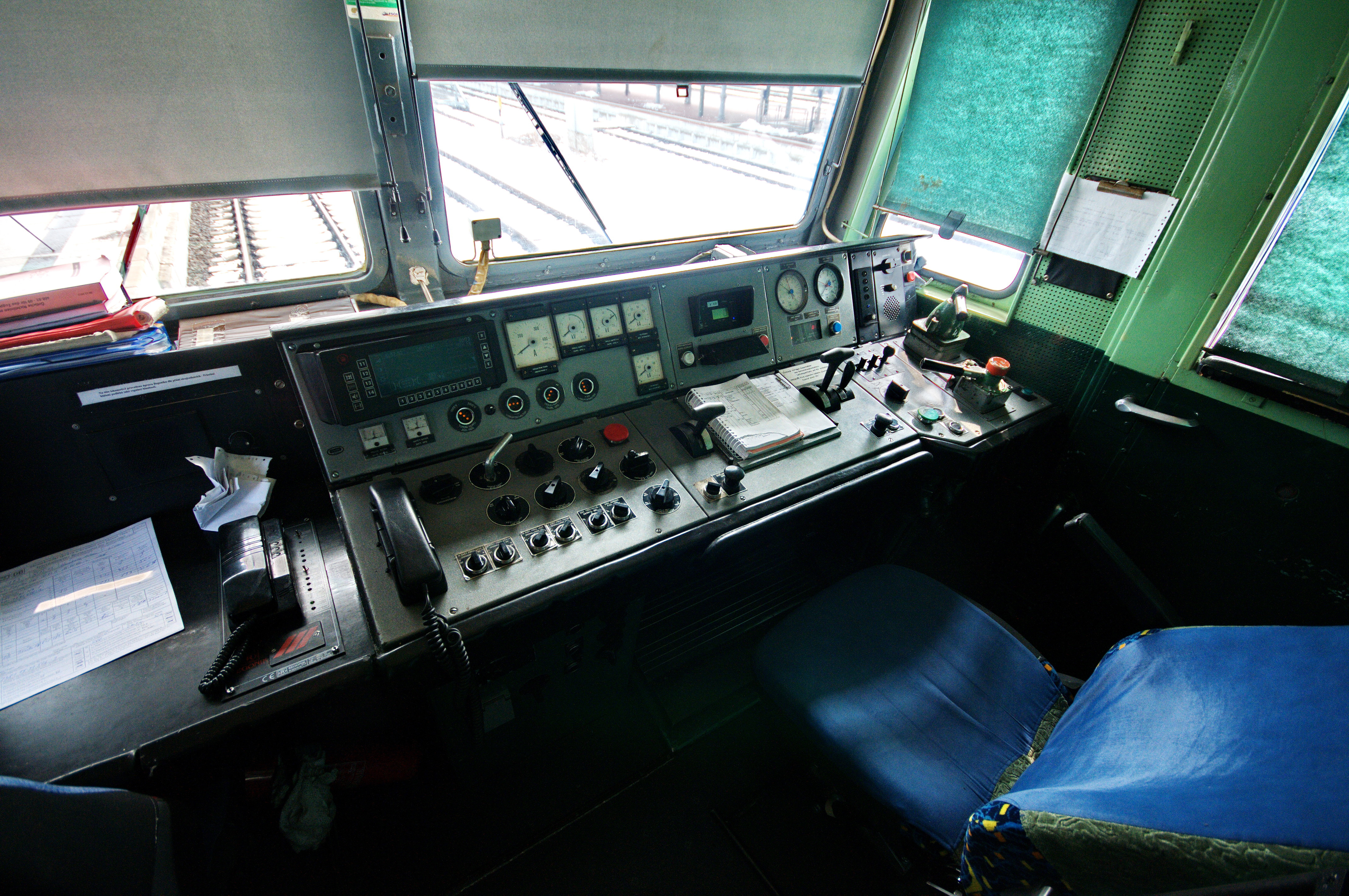
371 002-7号机车驾驶室
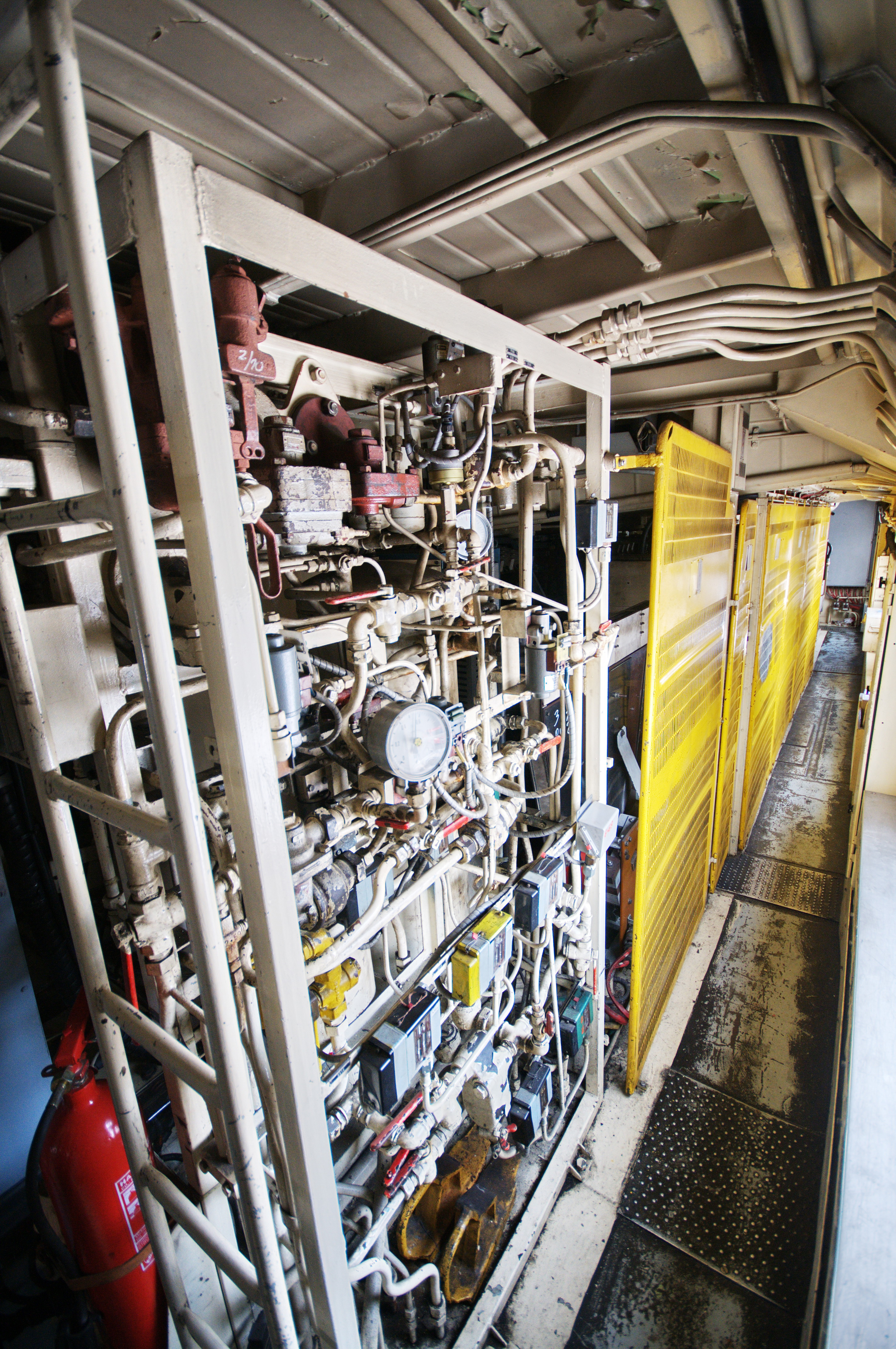
371 002-7号机车机械室

### 提速
随着柏林-德累斯顿铁路完成了160公里/小时的改造，最高速度仅为120公里/小时的德国铁路180型机车目前已不再用作牵引高品质的客运列车。此外，德累斯顿-布拉格的铁路干线也进行了160公里/小时的改扩建。因此两家铁路运营商开始就机车的提速进行实验。在这里与情况相违背的是，尽管斯柯达转向架在理论上可以达到200公里/小时的运行速度，但从未有人用机车对此进行过真实的验证。因此捷克铁路对6台机车进行了160公里/小时的升级，并使用新的运行编号371型；而德国铁路仅有180 001号机车完成了这项升级。
然而，改造机车的测试运行并不如人们预想的那般顺利：捷克方面的机车接连发生受电弓珩磨条断裂的事故，每次由此发生的事故均会造成巨大的破坏，因为断裂的受电弓会扯下接触网。在此期间，机车的受电弓被转换成独立悬浮的珩磨条样式。180 001号机车则在进行160公里/小时的测试过程中造成挡风玻璃破裂，所以它有一个罕见的安排，即新的最高速度仅仅是针对单侧驾驶室。机车的进一步改造已经停止，因为180型机车在此期间已经被转配至雷力昂，并应当主要用于货运。
单台180 001号机车在此期间已经被售予捷克铁路，并以371 201号的编号作为当地第7台同型号的机车运营。最初它仍然采用交通红色的涂装，自2009年起则成为首台采用捷克铁路新配色方案（配以浅蓝色/浅灰色的窗缘和侧壁，以及深蓝色的条纹）涂装的同型号机车，并被命名为“戈特利布号”（Gottlieb）。

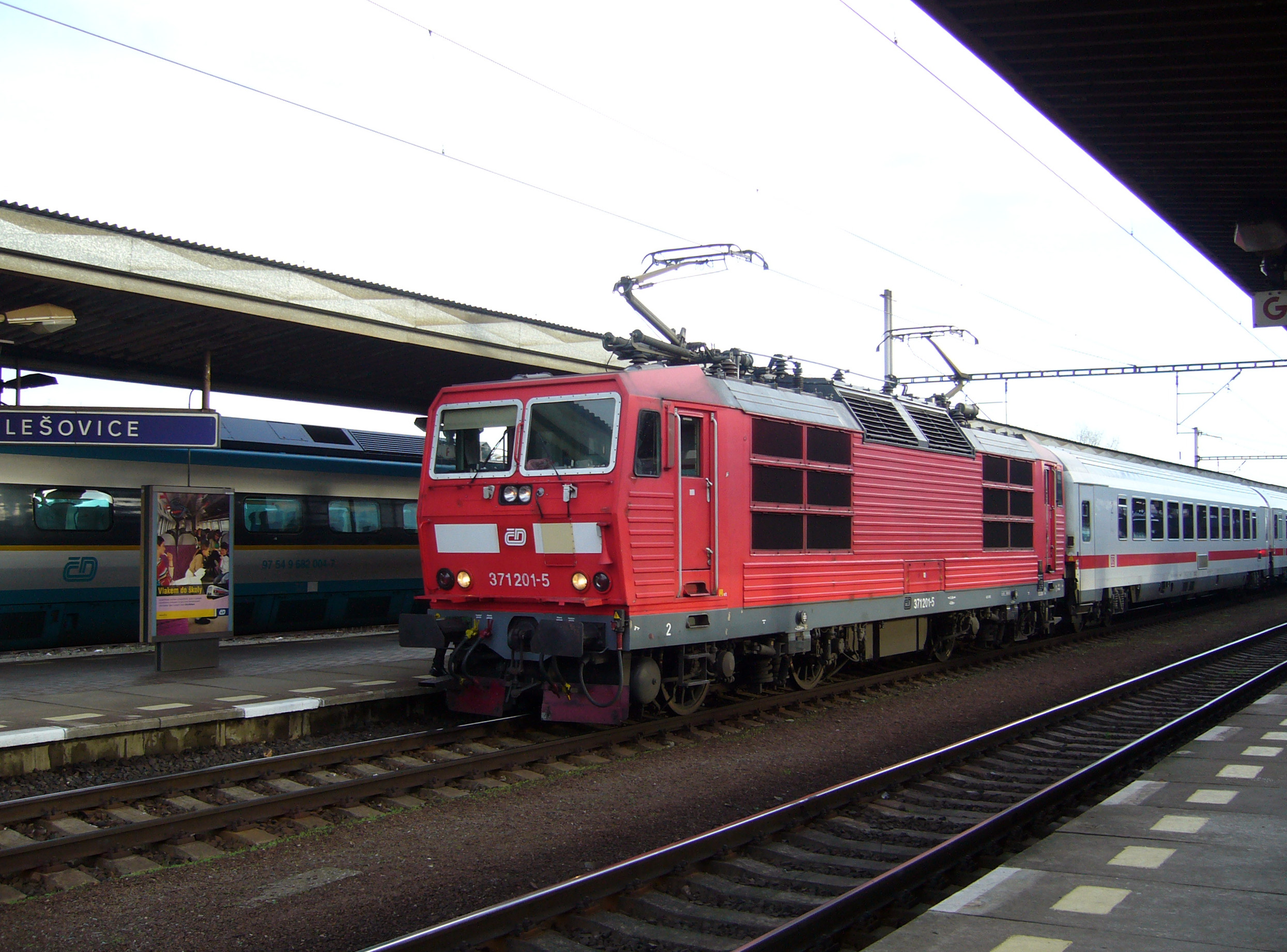
180 001号机车重编为371 201号移交捷克铁路使用
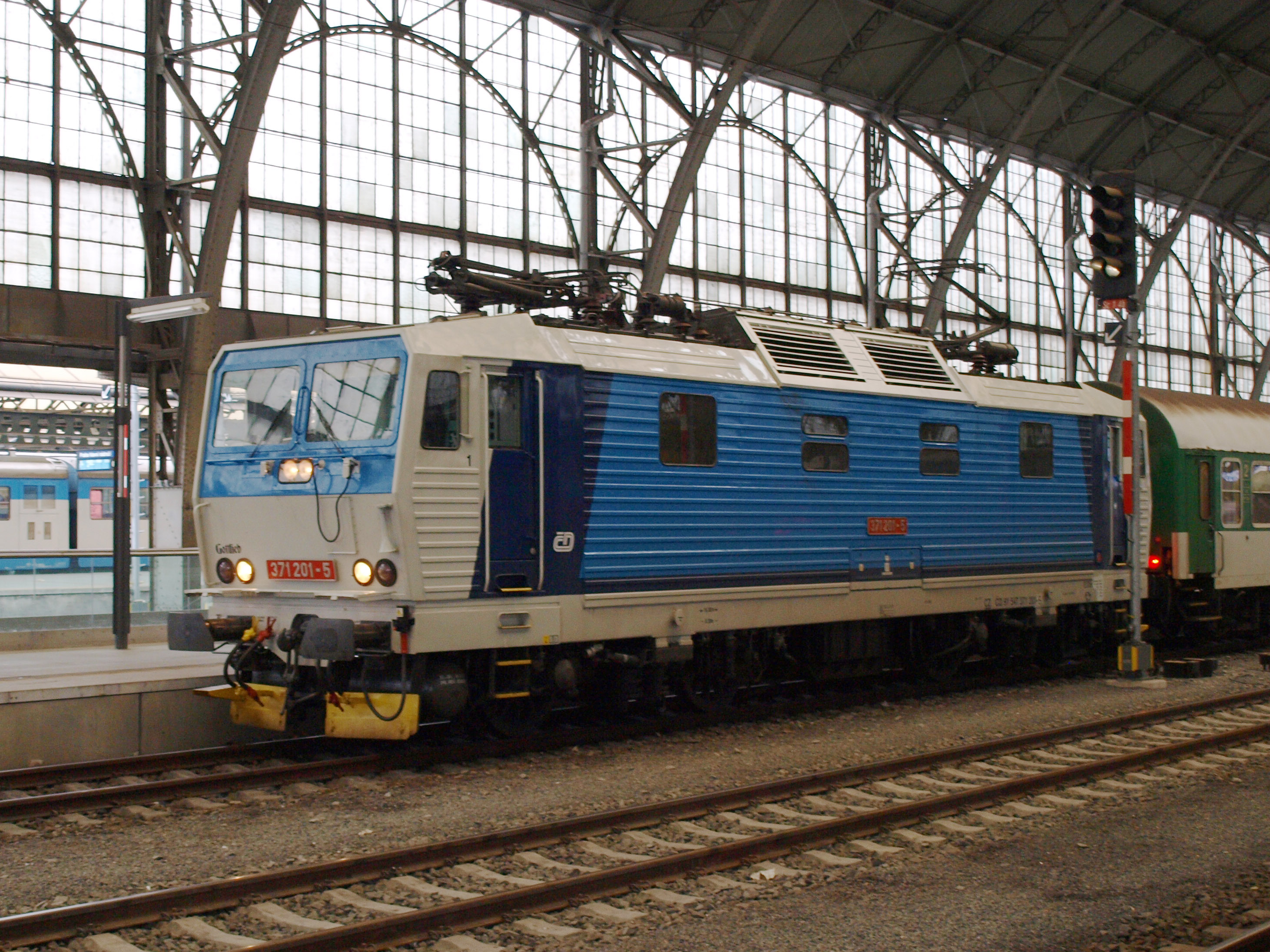
371 201号机车的新涂装

### 现状
180型机车如今均为德国铁路的全资子公司德铁辛克铁路所拥有。目前这些机车按计划用于牵引德累斯顿至布拉格之间的欧城列车以及柏林至热平之间的柏林-华沙快车。由于180型机车的最高速度较低，这些列车在德累斯顿－皮尔纳的160公里/小时区间通常由捷克的371型机车牵引。为了替换这些机车，德铁辛克铁路目前已有大量的189型机车库存，这是一款新的双电压制式机车，可在将来完全取代180型机车的作用。180 001号机车首先在2002年10月被推迟了一项例行大修。2003年，该机车被移交捷克铁路使用，以补偿在意外事故中损毁的一台捷克铁路372型机车。他在当地被重编号为371 201号并继续使用。
在2008年底以前，捷克铁路的371型机车也用作牵引柏林-华沙快车在柏林至热平间运行。然而这项服务目前已被波兰国家铁路的5370型机车所取代。而在易北河谷，无论它们是否会最终被189型机车所取代，但如今仍然处于运行状态。189型机车在捷克仅获得了特定条件下的授权使用，因此在巴特尚道－杰钦区间只有两台189型机车被允许运行，其运行范围可能不会进一步扩大（截至2007年）。捷克铁路方面正计划在未来运用更多的双电压机型380型机车。

## 结构
机车的车辆部分来自斯柯达已构建了20年的电力机车模块化系统。除了典型的箱形结构外，机车还采用了在德国并不常见的带轮辐的轮对。它们在转向架上仅通过单侧的闸瓦式制动器进行制动，并通过两个阶段的螺旋弹簧和液压阻尼器支撑滚柱轴承。牵引力及制动力则通过低位铰接枢轴销实现传递。

### 直流电部分
与传统的多电压制式机车一样，180型机车在技术上被设计为一款直流电机车；它在直流状态下运行并不需要变压器、也不需要下游的整流器，取而代之的是牵引电动机借助串联电阻、串联/并联电路以及弱磁控制来调节功率和转数。通过这些元件的组合通常可以得到44个行驶速度级和10个弱磁控制级。

### 交流电部分
如果是在电压制式为15千伏16.7赫兹的交流电下运行，接触网电压会首先通过机车地板下的主变压器降压至2,113伏，再依靠桥式整流器和平顺抗流器进行整流。直流电和交流电系统之间的切换是自动进行的。机车分别内置有直流电和交流电总开关，两者都采用相同的设计，但都会“正确”接通。受电弓的接触力在系统转换时也会自行调整，在直流电运行时其接触力必须比交流电更高。单臂受电弓是来自斯柯达的标准化设计，并带有每副4个碳珩磨条。

### 其它
机车都配备有电阻制动，它们同样能够依靠高架电缆独立工作，但效力只有一次，因为电动机在二次制动时启动的强制冷却会将其烧断。所有180型及372型机车均搭载有符合两国铁路特点的点状列车控制装置。它在德国使用PZ80R型，在捷克则使用一个被称为VZ的系统。此外机车还搭载有紧急列车停止装置和车载无线电设备。机车的其它装备则由各铁路运营商自行安装。